# Drosera hartmeyerorum
Drosera hartmeyerorum ist eine fleischfressende Pflanze aus der Gattung Sonnentau (Drosera) in der Sektion Arachnopus. Sie wurde 1995 von Siegfried und Irmgard Hartmeyer in Australien entdeckt (nach denen sie benannt ist) und 2001 von Jan Schlauer erstbeschrieben. Bemerkenswert ist sie insbesondere wegen der für sie typischen nichtdrüsigen, reflektierenden Emergenzen, die ähnlich bisher nur für Drosera indica nachgewiesen werden konnten.

## Beschreibung
Drosera hartmeyerorum ist eine unverzweigte, einjährige Pflanze mit wenigen, faserförmigen Wurzeln, die am Ende leicht verdickt sind. Sie erreicht eine Höhe von bis zu 30 Zentimetern. Jüngere Pflanzen stehen aufrecht, ältere wachsen liegend, wobei das aktive Ende der Sprossachse stets aufrechtbleibt. Die Pflanze ist tiefrot eingefärbt. 

### Blätter

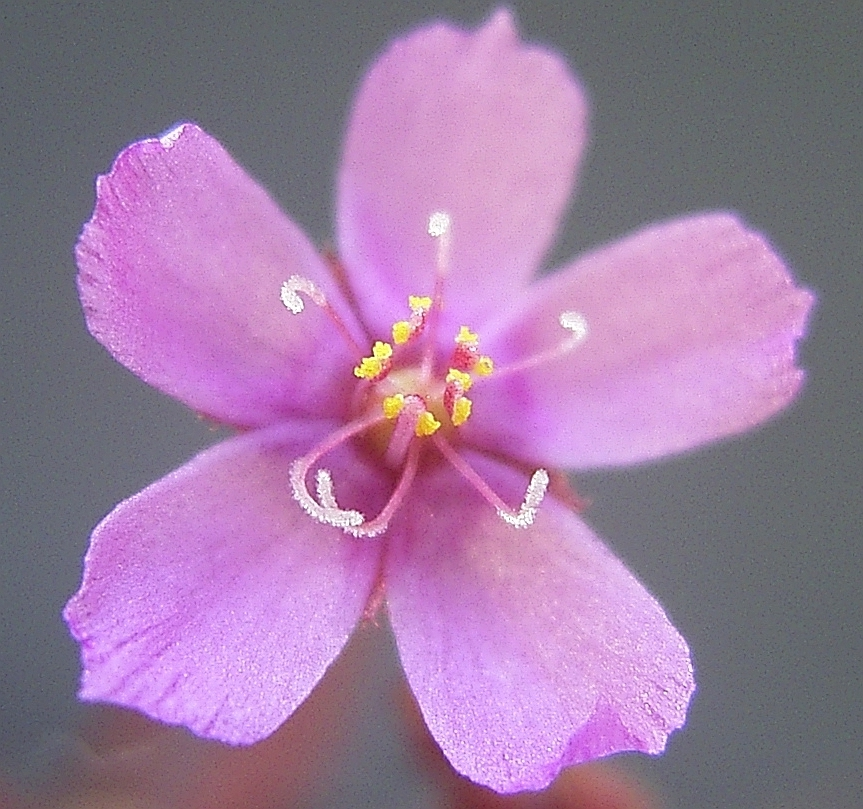
Blüte Drosera hartmeyerorum

An der dünnen, mit Drüsenhaaren besetzten Sprossachse stehen die linealischen, 3 bis 5 Zentimeter langen und rund 1,5 Millimeter breiten Blätter an bis zu 3 Millimeter langen Blattstängeln, Nebenblätter fehlen. Junge Blätter stehen aufrecht, mit zunehmendem Alter neigen sie sich, altes Blattwerk hängt welk herab. 
Am äußersten Punkt sind die Blattspreiten zugespitzt, auf der Oberfläche sind sie mit Tentakeln besetzt, die auf der Spreite rund 1 Millimeter, zum Rand bis 2 Millimeter und an der Blattspitze über 5 Millimeter lang sind. 

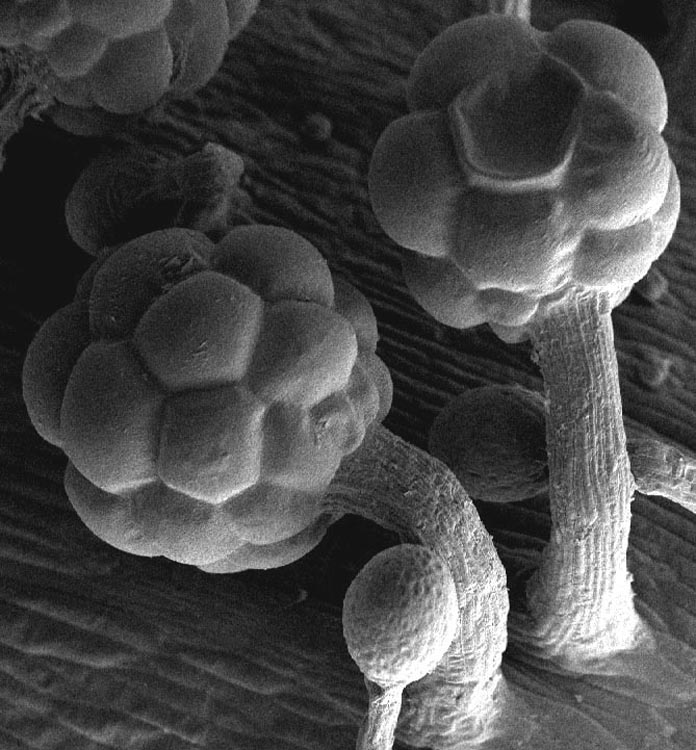
Nichtdrüsige Emergenzen von Drosera hartmeyerorum (REM)

#### Nichtdrüsige Emergenzen
Neben den Drüsenhaaren konnten bei Drosera hartmeyerorum auch nichtdrüsige Emergenzen beobachtet werden. Diese leuchtend gelben und gut sichtbaren Emergenzen befinden sich konzentriert am Blattansatz und oberhalb der sichelförmigen Hochblätter des Blütenstandes. Sie sind 3–4 Millimeter groß, gestielt und haben einen maulbeerförmigen Kopf.
Auf einem transparenten Tentakelstiel sitzt eine aus wabenförmigen, transparenten Riesenzellen gebildete linsenartige Struktur, die einfallendes Licht auf ein kompaktes, leuchtend gelbes Zentrum fokussiert. Die leuchtend gelbe Farbe stammt also nicht von der Oberfläche des spezialisierten Tentakelkopfes, sondern wird aus dem Inneren reflektiert. Da die Farbwahrnehmung von Insekten in den kurzwelligen Bereich verschoben ist, sind die dunkelroten Brakteen und Fangblätter für sie ein kontrastreicher, fast schwarzer Hintergrund, vor dem die hellgelben Emergenzen bei Lichteinfall  intensiv leuchten.

#### Fangvorgang
Auf durch die Emergenzen angelockte Insekten wartet jedoch eine weitere Spezialisierung, denn die unteren 8–10 cm des Blütenstängels sind vollkommen glatt und frei von Drüsen und Brakteen. Gelangt ein Insekt also an die erste Braktee mit Emergenzen (vom Pflanzenzentrum aus gesehen), hat es die sehr glatte Strecke vor sich, an deren Ende die Bündel von Emergenzen aus dem dunkelroten, dicht mit Leimtentakeln besetzten Pflanzenzentrum hervorleuchten. Bei einem Flug oder Sprung dorthin werden kleinere Insekten effektiv gefangen.
Bei Beobachtungen am Standort bestand die Beute zum überwiegenden Teil aus jungen Grashüpfern, die am Ende der Regenzeit in der Region sehr häufig sind. Es wird angenommen, dass sich durch das Zusammenspiel der Emergenzen und des senkrecht über der Pflanze stehenden Blütenstängels eine gesteigerte Effektivität des Beutefangs gegenüber den am Standort konkurrierenden Leimfallen der Regenbogenpflanzen und anderer Sonnentau-Arten ausgebildet hat.

## Verbreitung und Habitat
Die Art ist nur von ihrem Typstandort am Ord River bei Kununurra in Australien bekannt.